# Гайдамаки
Гайдама́ки (укр. гайдамаки; происходит от тур. haydamak — гнать, погонять, нападать) или харцизы — левенцы́, дейне́ки — экзонимы участников вооружённых отрядов народно-освободительного движения в XVIII веке на территории Правобережной Украины, отошедшей к Речи Посполитой вследствие Андрусовского перемирия.
Гайдамаками называли также участников гайдамацких восстаний 1734, 1750, и 1768 годов, в ходе которых повстанцы захватывали замки, города и целые регионы. В остальное время гайдамаки совершали отдельные нападения на польскую шляхту, сотрудничавших с властями Речи Посполитой местных жителей, местечки, турецких чиновников, бессарабских бояр, участвовали в походах и набегах запорожцев. Вначале они базировались за Днестром. Сами себя они называли вольными казаками. Термин «гайдамаки» впервые появляется в документах 1737 года, до этого использовался только термин «левенцы». Все три экзонима — гайдамака, левенец и дейнека — перешли в современные славянские фамилии жителей Украины и выходцев с Украины разных национальностей.
Гайдамаками также назывались подольские повстанцы Устима Кармелюка (в данном случае они себя так называли), а также некоторые украинские вооружённые формирования периода Гражданской войны 1917—1922 годов, воевавшие с большевиками и белогвардейцами за установление на территории Украины национального независимого государства.

## Восстание 1734 года
Осложнение политической обстановки в Польше в 1733—1734 годах придало ещё более силы гайдамацкому движению, обратив его временно в настоящее крестьянское восстание. В отдельных воеводствах, в том числе и южно-русских, шла в это время борьба шляхетских конфедераций, стоявших за того или другого кандидата на польский престол. В этой междоусобной войне владельцы пользовались силами своих надворных казаков.
Вступление в страну русских войск усилило в местном крестьянском населении энергию и надежду освободиться от польского ига при помощи русского оружия. В воеводстве Брацлавском во главе восстания стал некий Верлан. Объявив, что у него имеется указ русской императрицы, которым приказывается избивать всех поляков и евреев, а затем освобождённый от них край присоединить к России, он принял титул казацкого полковника и стал вербовать из крестьян казацкое войско. Его отряд быстро увеличился, так что он мог выдержать несколько стычек с польскими войсками и занять некоторые города.

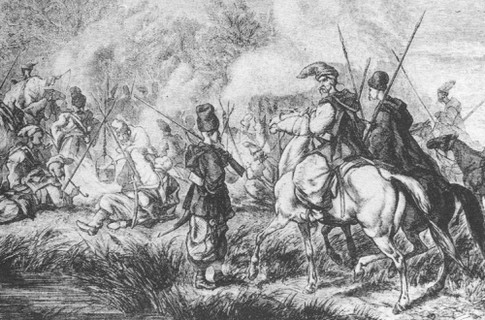
Ю. Коссак «Лагерь гайдамаков»

Вскоре обстоятельства изменились: Лещинский бежал, сторонники его один за другим признавали королём Августа III, и вместе с тем для русских военачальников исчезли политические причины поддерживать волнение крестьян. Русские войска обращены были даже на усмирение последних и к осени 1734 года эта задача была уже выполнена. С подавлением восстания гайдамацкое движение не прекратилось; напротив того, как раз около этого времени оно приобрело для себя источник новых сил в запорожцах, в 1734 году восстановивших Сечь. Главная масса сечевиков была слишком проникнута ненавистью к ляхам, чтобы остаться безучастными зрителями борьбы с ними гайдамаков. Из запорожцев главным образом набирается контингент «ватажков», или предводителей отрядов. Всё движение приобретает более организованный характер, становясь как бы беспрерывною войною народа против шляхетства.
В северной части запорожских степей устраивались на хуторах и зимовниках постоянные приюты для гайдамаков, где формировались их отряды, и откуда они каждою весною переходили в Польшу, проникали, пользуясь помощью крестьян, иногда очень далеко вглубь страны и, опустошив несколько имений, если отряд был велик, и городов, возвращались обратно, по большей части не встретив серьёзного сопротивления. Польские власти пытались подавить движение путём репрессий над населением и пойманными гайдамаками. Всякий попавшийся в плен гайдамак неизбежно подвергался смертной казни через повешение, четвертование или посажение на кол; но это только увеличивало храбрость гайдамаков в стычках с польскими войсками и не прекращало набегов.

## Восстание 1768 года
В 1768 году произошла последняя большая вспышка гайдамацкого движения, вызванная отчасти обострением религиозного гнёта, тяготевшего над народом, отчасти благоприятно, по-видимому, сложившимися политическими обстоятельствами. В это время на территории Польши происходила борьба между Барской конфедерацией и Российской Империей; фанатические выходки конфедератов против православия раздражали религиозное чувство народа, а присутствие русских войск возбуждало надежды на их помощь.
Этим настроением воспользовался запорожский атаман Максим Железняк. Распустив слух, что у него имеется указ российской императрицы Екатерины II («Золотая грамота»), предписывающий восстать против конфедератов за притеснение православия и избивать их, он собрал вокруг себя большой отряд и взял местечко Жаботин, потом местечко Лисянку, перебил спасавшихся здесь шляхтичей и евреев и направился к замку Потоцких, в Умани. Высланный против него отряд надворных казаков во главе с сотником Иваном Гонтой перешёл на его сторону. Умань была взята, и здесь повторилась та же резня, что в Лисянке. В то же время восстание вспыхнуло во многих других местах; в движении приняли участие некоторые русские солдаты и даже офицеры.

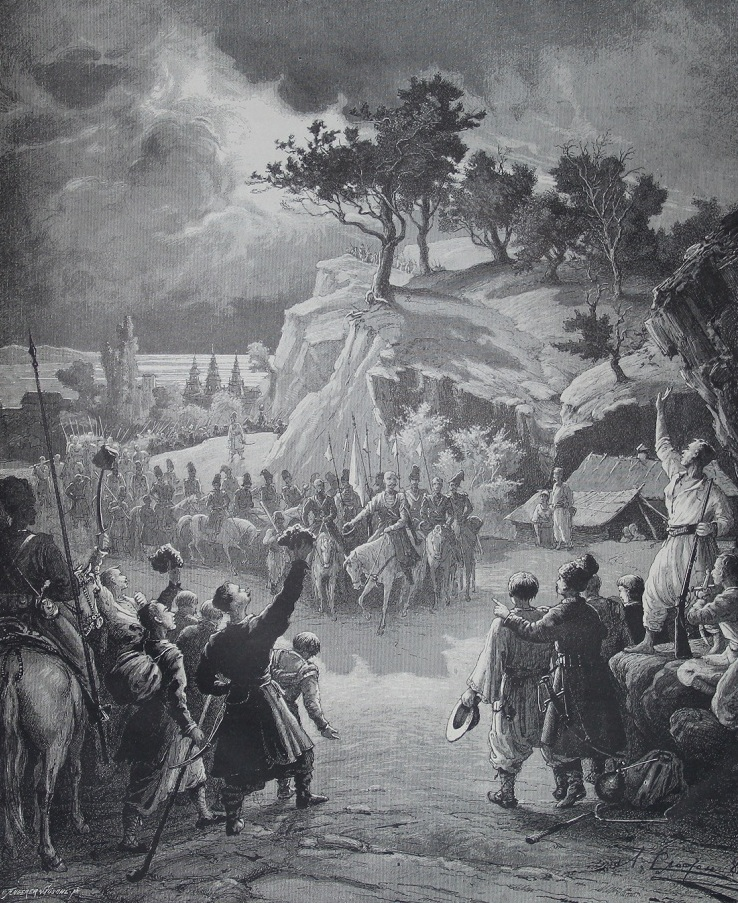
Иллюстрация к поэме Тараса Шевченко «Гайдамаки»
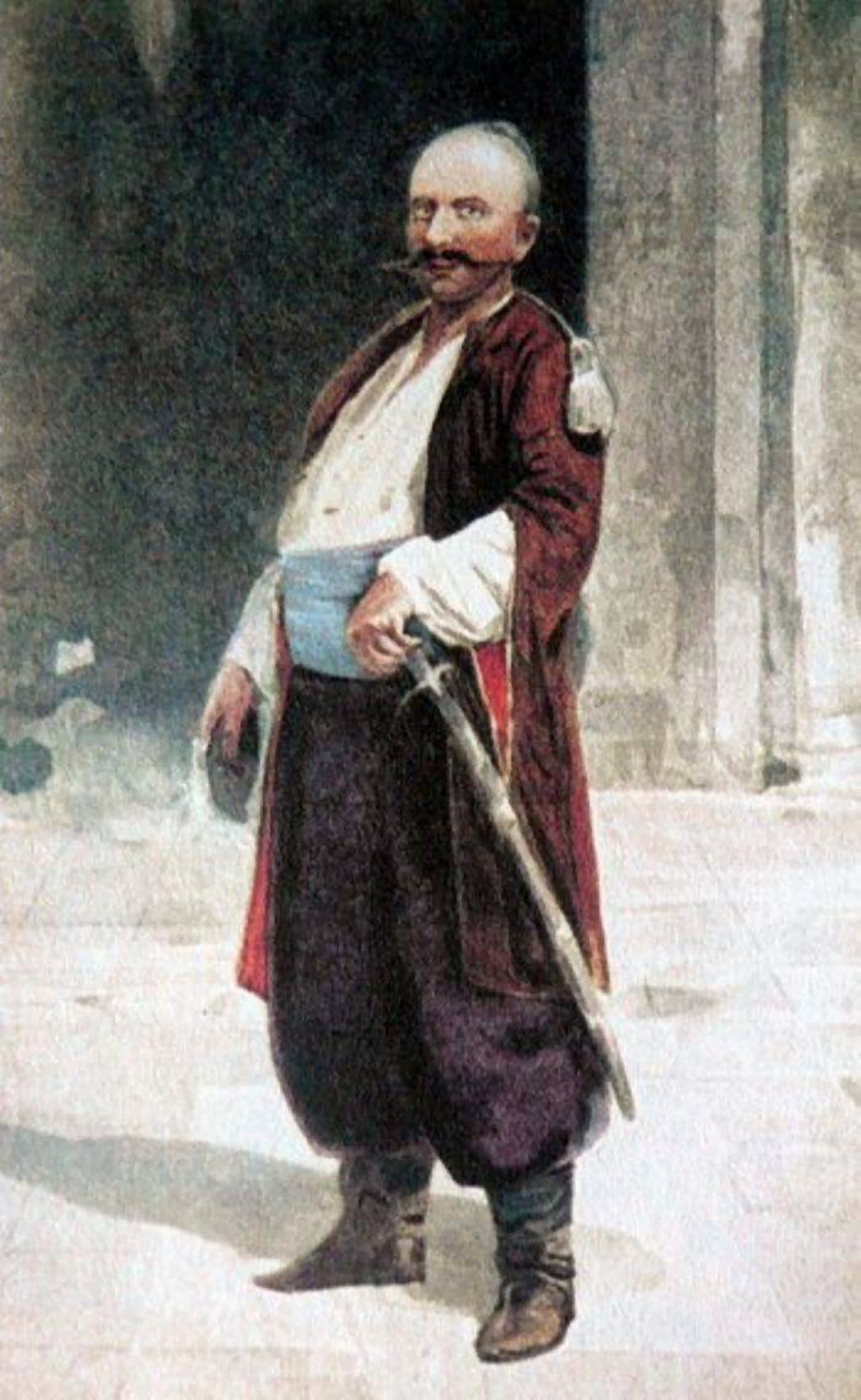
Уманский сотник Иван Гонта
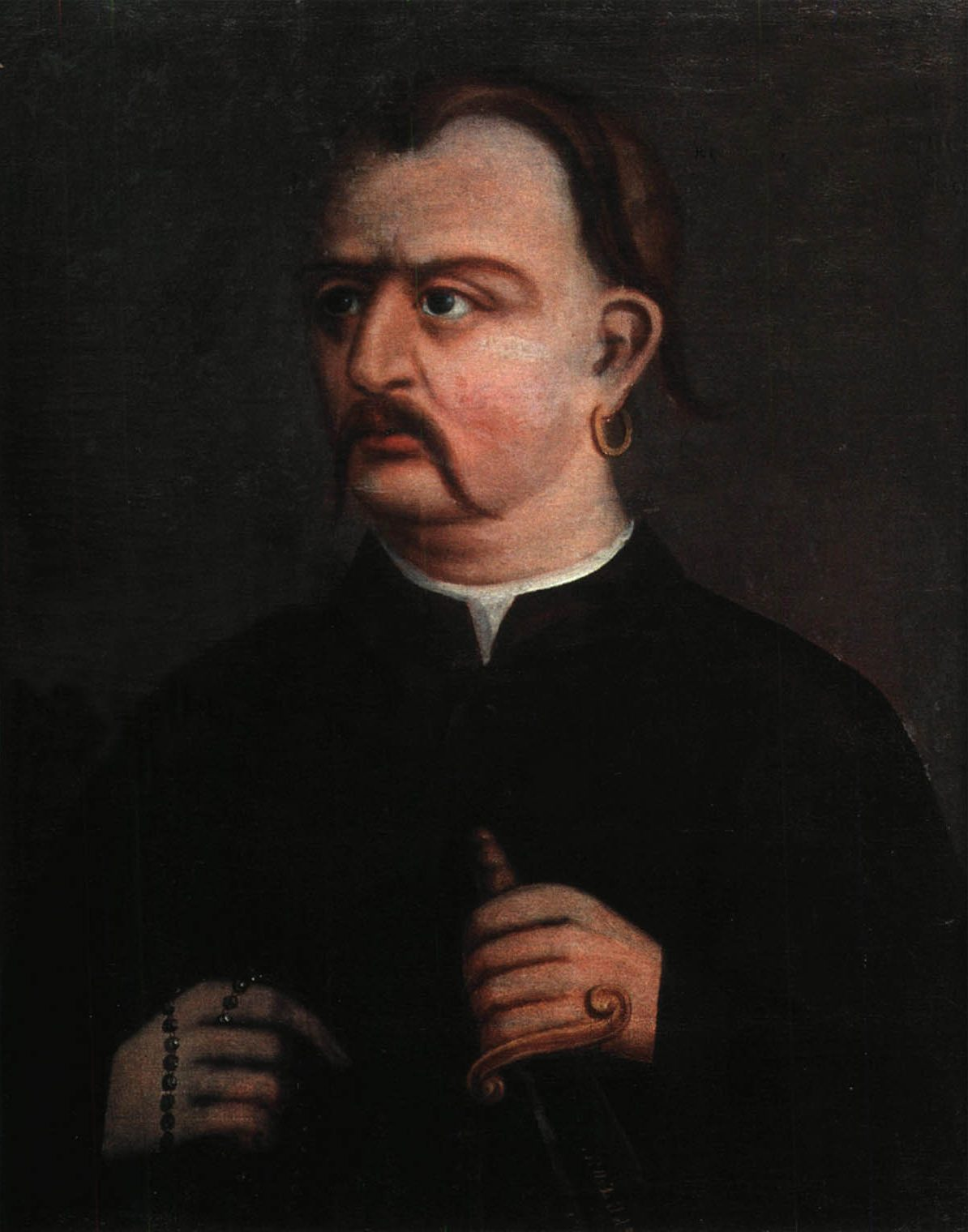
Один из предводителей гайдамаков Максим Железняк
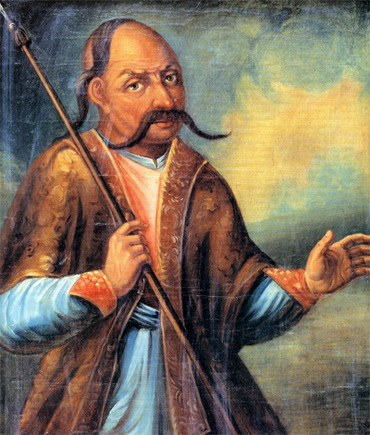
Гайдамак. Картина неизвестного художника начала XIX века

В планы императрицы Екатерины не входила, однако, тогда война с Турцией: после нападения гайдамаков на турецкий город Балту и в ответ на просьбы союзных ей католических поляков она отдала своим войскам приказ усмирить восстание. Генерал Кречетников отправил к Железняку российских казаков и регулярные войска, которые после совместного пира с большим количеством спиртного захватили самого Железняка, Гонту и многих других. Гонта был выдан полякам, с него содрали кожу и потом четвертовали, а Железняк, как и другие сосланные в Заволжье, на Урал, в Сибирь российские подданные, после телесного наказания был сослан в Сибирь.
Польское правительство учредило особый суд над гайдамаками, жестокость которого вошла в пословицу у украинского народа. Отдельные отряды гайдамаков, ещё бродившие по стране, были частью истреблены, частью переловлены, частью изгнаны при помощи польских и русских войск.
После 1768 года гайдамачество ослабело: отчасти устранялись поводы к нему, именно религиозные, при усилившемся влиянии России на дела Речи Посполитой, отчасти мешала ему проявляться охрана польских владений русскими войсками. С присоединением правобережной Украины к России гайдамачество в прежнем виде совершенно исчезло.

## Память

### Тарас Шевченко «Гайдамаки»
Гайдамацкому периоду посвящена историко-героическая поэма Т. Г. Шевченко «Гайдамаки» (1841), первый украинский исторический роман в стихах. Раздел поэмы «Галайда» впервые напечатан в альманахе «Ласточка» (СПб, 1841). «Гайдамаки» впервые опубликованы с незначительными цензурными купюрами отдельным изданием 1841 года в Петербурге.

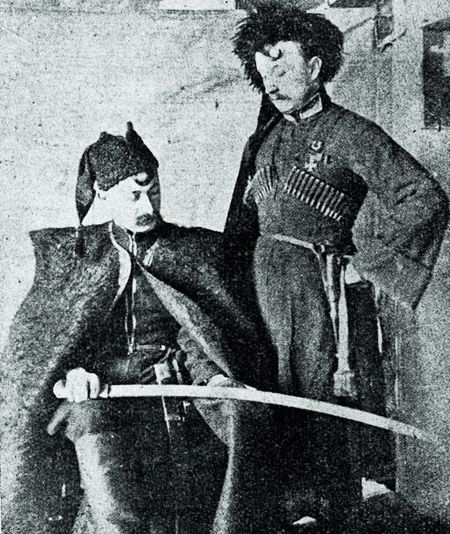
Старшины 3-го Гайдамацкого полка УНР, 1919 год

Основным источником «Гайдамаков» было устное народное творчество (песни, предания и легенды). Об этом говорил сам поэт. Он знал также исторические труды украинских, российских и польских авторов о Колиивщине — народном восстании 1768 года на Правобережной Украине. В поэме «Гайдамаки» Шевченко воспел восставший народ, его непобедимую волю в борьбе против социального и национального гнета, возвеличил его мужество и душевную красоту, и впервые в европейском романтизме поставил в центре произведения не героя-одиночку, а народных мстителей, «общину в зипунах».

### Использование термина в период Украинской Народной Республики
Термин «гайдамаки» использовался по отношению к ряду элитных частей вооружённых сил УНР, а в советской литературе был синонимом термина «петлюровцы», хотя в ряде художественных произведений их различают, называя гайдамаками только сторонников гетмана Скоропадского (А. Гайдар «Р. В. С.», Я. Тайц «Неугасимый свет», «Хождение по мукам» А. Толстого и др.).

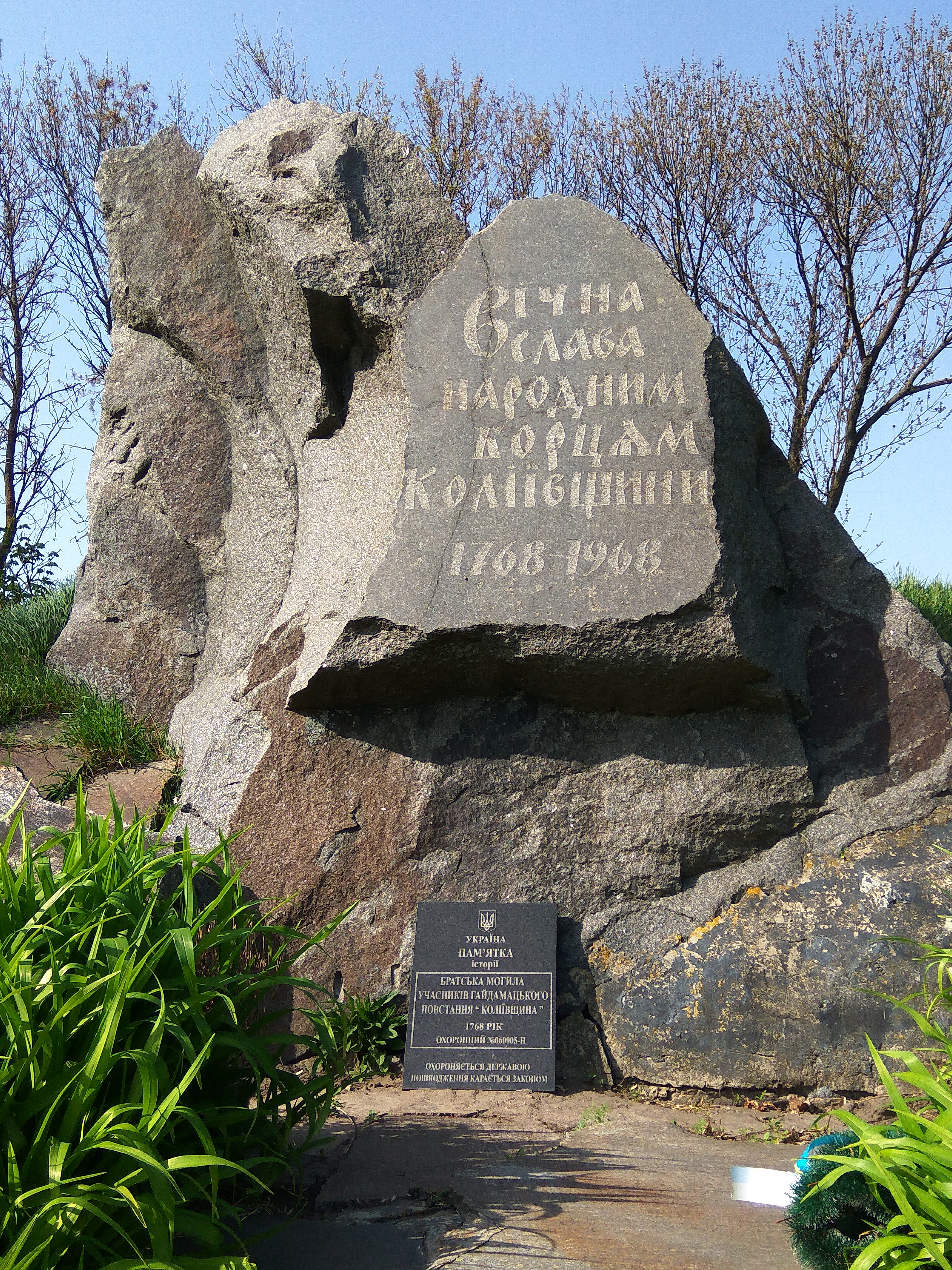
Мемориальный комплекс. Надпись «Вечная слава народным борцам Колиивщины 1768—1968»

### Мемориальный комплекс в Житомирской области
В Житомирской области расположен Могильный курган с установленным на вершине монолитом в виде орлиного крыла с надписью: «Вечная слава народным борцам Колиивщины 1768—1968», который был насыпан на месте захоронения участников гайдамаков.
Монумент установлен в память об участниках народно-освободительного восстания, выступавших против религиозного угнетения православного населения польской шляхтой. Через 200 лет, 8 июня 1968 году, на этом месте был установлен обелиск памяти и скорби всем погибшим героям Колиивщины.